# ریدینگ، بارکشر
ریدینگ (به انگلیسی: Reading, Berkshire) یکی از شهرهای انگلستان است که در ۴۰ مایلی غرب لندن قرار دارد؛ و کنار رود تیمز قرار دارد. با وجود جنبه تاریخی آن به علت استقرار مراکز شرکت‌های متعدد، شهر چهره مدرنی پیدا کرده‌است. این شهر یک مرکز تجاری محسوب می‌شود که از مزایای نزدیکی به لندن منتفع است. آب و هوای آن مشابه لندن ولی کمی گرمتر و خشک‌تر است؛ و حدود ۲۰۰ هزار نفر جمعیت دارد و در استان برکشایر (Berkshire) قرار گرفته‌است. هزینه زندگی در این شهر در سطح لندن و شاید از نظر اجاره مسکن تا حدودی بالاتر باشد.
دسترسی به لندن و فرودگاه هیترو بسیار سهل و آسان است. اتوبوس‌های London Line و هیترو حدود هر نیم ساعت تا یک ساعت دررفت‌وآمد هستند. علاوه بر این، قطارهای متعدد شبانه روز از این شهر به سایر نقاط به ویژه لندن حرکت می‌کنند. این سرویسها تخفیف دانشجویی دارند. خطوط اتوبوس رانی درون‌شهری و حومه نیز جزو بهترین سرویس‌های انگلستان ذکر شده که برنامه منظم و متراکمی دارد. تمامی این سرویس‌ها برنامه زمانی (Time table) دارند.

## مراکز خرید
در ردینگ سه دسته مراکز خرید بزرگ وجود دارد که عبارت اند از سیف وی، سینز بری، تسکو، اسدا

## آثار باستانی
در این شهر و اطراف آن آثار باستانی و محلهای متعددی وجود دارد که مناسب‌ترین آن‌ها موزه، پارک‌ها و مناظر طبیعی کنار رودخانه به ویژه در فصل بهار و تابستان است. دانشگاه ان دارای یک سینما است که سالی دو بار فیلم ایرانی به نمایش می‌گذارد.

## مساجد
در شهر ردینگ دو مسجد متعلق به اهل سنت وجود دارد و یک مسجد کوچک هم در محوطه دانشگاه وجود دارد که در این مساجد نماز جمعه به‌طور مرتب برگزار می‌شود.